# آشورشناسی

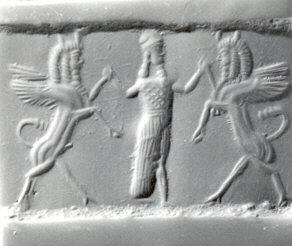
دو گاو نر سر انسان لاماسو نئوآسوری-بابلی

آشورشناسی (به انگلیسی: Assyriology) مطالعه باستان شناسی، مردم شناسی و زبان شناختی منطقه بین النهرین (شامل عراق امروزی، شمال شرقی سوریه، جنوب شرقی ترکیه، شمال غربی و جنوب غربی ایران) و فرهنگ های مرتبط با آن که از خط میخی استفاده می کردند، می گویند.